# Graemontia dentichelis
Graemontia dentichelis is een hooiwagen uit de familie Triaenonychidae.